# 索芬哈姆
索芬哈姆是德国石勒苏益格－荷尔斯泰因州的一个市镇。总面积5.91平方公里，总人口344人，其中男性163人，女性181人（2011年12月31日），人口密度58人/平方公里。

## 地理和交通
索芬哈姆位于艾德河畔，在伦茨堡以西12千米处。从伦茨堡去艾德施泰特的202号联邦公路经过索芬哈姆。
索芬哈姆的大部分面积是沼泽和自然保护区。

## 历史
索芬哈姆是18世纪后半叶在排干沼泽地的过程中建立的，因此是一个新的村庄。它是以丹麦国王弗雷德里克五世的女儿苏菲命名的。

## 政治
在2008年的地方选举中当地的选民集团获取了所有八个镇议会席位。

### 镇徽
绿色的低，在一顶金色的王冠下一把银色的铲子，两侧提高的银色的山毛榉叶。

## 经济
索芬哈姆以农业为主。